# Juan Manuel González
Juan Manuel González Limón dit Juanmi (né le 11 janvier 1994 à Huelva, en Andalousie) est un joueur espagnol de volley-ball. Il mesure 1,93 m et joue réceptionneur-attaquant. Il totalise 18 sélections en équipe d'Espagne.

## Clubs
| Club              | De        | À         |
| ----------------- | --------- | --------- |
| CyL Palencia      | 2009-2010 | 2012-2013 |
| Blu Volley Vérone | 2013-2014 | ...       |

## Palmarès
Néant.